# Campionati mondiali juniores di biathlon 2012
I Campionati mondiali juniores di biathlon 2012 si sono svolti dal 20 al 26 febbraio a Kontiolahti, in Finlandia. Le gare, maschili e femminili, si articolarono nelle due categorie "Giovani" (fino a 19 anni) e "Juniores" (fino a 21 anni).

## Risultati

### Uomini

#### Categoria "Giovani"

##### Sprint 7,5 km
| Pos. | Atleta               | Nazione     | Tempo   |
| ---- | -------------------- | ----------- | ------- |
| 1    | Johannes Thingnes Bø | Norvegia    | 19:15,0 |
| 2    | Maksim Ramanoŭski    | Bielorussia | 20:05,8 |
| 3    | Artem Tyščenko       | Ucraina     | 20:07,6 |
| 4    | Viktar Kryŭko        | Bielorussia | 20:16,2 |
| 5    | Clément Dumont       | Francia     | 20:27,7 |
| 6    | Florian Rivot        | Francia     | 20:33,0 |
| 7    | Raman Jalëtnaŭ       | Bielorussia | 20:46,1 |
| 8    | Fabien Claude        | Francia     | 20:48,5 |
| 9    | Aristide Bègue       | Francia     | 20:54,8 |
| 10   | Maximilian Janke     | Germania    | 20:55,2 |

24 febbraio

##### Inseguimento 10 km
| Pos. | Atleta               | Nazione     | Tempo   |
| ---- | -------------------- | ----------- | ------- |
| 1    | Johannes Thingnes Bø | Norvegia    | 29:13,6 |
| 2    | Matthias Dorfer      | Germania    | 31:14,0 |
| 3    | Maksim Ramanoŭski    | Bielorussia | 31:32,0 |
| 4    | Clément Dumont       | Francia     | 31:37,5 |
| 5    | Maikol Demetz        | Italia      | 31:54,1 |
| 6    | Stuart Harden        | Canada      | 32:09,7 |
| 7    | Niklas Homberg       | Germania    | 32:15,7 |
| 8    | Artem Tyščenko       | Ucraina     | 32:24,5 |
| 9    | Aristide Bègue       | Francia     | 32:38,7 |
| 10   | Robert Sjöström      | Svezia      | 32:49,2 |

26 febbraio

##### Individuale 12,5 km
| Pos. | Atleta               | Nazione     | Tempo   |
| ---- | -------------------- | ----------- | ------- |
| 1    | Aristide Bègue       | Francia     | 40:45,8 |
| 2    | Maksim Ramanoŭski    | Bielorussia | 41:33,6 |
| 3    | Artem Tyščenko       | Ucraina     | 42:00,7 |
| 4    | Johannes Thingnes Bø | Norvegia    | 42:19,3 |
| 5    | Matthias Dorfer      | Germania    | 42:51,4 |
| 6    | Niklas Homberg       | Germania    | 42:51,6 |
| 7    | Aleksandr Starodubec | Russia      | 42:56,6 |
| 8    | Maximilian Janke     | Germania    | 43:29,4 |
| 9    | Marius Ungureanu     | Romania     | 43:31,4 |
| 10   | Aleksandr Dedjuchin  | Russia      | 43:47,1 |

20 febbraio

##### Staffetta 3x7,5 km
| Pos. | Nazione     | Atleti                                                 | Tempo     |
| ---- | ----------- | ------------------------------------------------------ | --------- |
| 1    | Francia     | Clément Dumont Florian Rivot Aristide Bègue            | 1:06:44,3 |
| 2    | Svezia      | Per Niklas Forsberg Victor Olsson Robert Sjöström      | 1:07:22,5 |
| 3    | Germania    | Niklas Homberg Maximilian Janke Matthias Dorfer        | 1:07:39,9 |
| 4    | Kazakistan  | Maksim Braun Vasilij Podkorytov Ruslan Bessov          | 1:07:50,4 |
| 5    | Italia      | Denis Oreiller Xavier Guidetti Maikol Demetz           | 1:07:50,5 |
| 6    | Bielorussia | Maksim Ramanoŭski Aleksandr Marčanka Viktar Kryŭko     | 1:07:51,5 |
| 7    | Russia      | Aleksandr Dedjuchin Petr Chochlov Aleksandr Starodubec | 1:08:35,1 |
| 8    | Ucraina     | Maksym Ivko Aleksej Kravčenko Artem Tyščenko           | 1:08:48,1 |
| 9    | Canada      | Stuart Harden Christian Gow Albert Bouchard            | 1:09:07,0 |
| 10   | Slovacchia  | René Bevelaqua Michal Kubaliak Henrich Lonský          | 1:09:12,3 |

22 febbraio

#### Categoria "Juniores"

##### Sprint 10 km
| Pos. | Atleta            | Nazione  | Tempo   |
| ---- | ----------------- | -------- | ------- |
| 1    | Maksim Cvetkov    | Russia   | 25:15,0 |
| 2    | Florent Claude    | Francia  | 25:20,3 |
| 3    | Simon Desthieux   | Francia  | 25:22,3 |
| 4    | Johannes Kühn     | Germania | 25:33,5 |
| 5    | Tobias Hermann    | Germania | 25:44,5 |
| 6    | Aleksandr Loginov | Russia   | 25:46,0 |
| 7    | Steffen Bartscher | Germania | 25:48,5 |
| 8    | Baptiste Jouty    | Francia  | 25:58,8 |
| 9    | Dmytro Pidručnyj  | Ucraina  | 26:06,5 |
| 10   | Roman Rees        | Germania | 26:11,3 |

25 febbraio

##### Inseguimento 12,5 km
| Pos. | Atleta                     | Nazione     | Tempo   |
| ---- | -------------------------- | ----------- | ------- |
| 1    | Maksim Cvetkov             | Russia      | 33:20,3 |
| 2    | Vetle Sjåstad Christiansen | Norvegia    | 35:02,9 |
| 3    | Aleksandr Loginov          | Russia      | 35:06,8 |
| 4    | Aleksej Abromčik           | Bielorussia | 35:36,1 |
| 5    | Florent Claude             | Francia     | 35:41,2 |
| 6    | Tobias Hermann             | Germania    | 35:54,5 |
| 7    | Kurtis Wenzel              | Canada      | 36:03,0 |
| 8    | Aleksandr Pečenkin         | Russia      | 36:04,7 |
| 9    | Baptiste Jouty             | Francia     | 36:04,8 |
| 10   | Simon Desthieux            | Francia     | 36:07,6 |

26 febbraio

##### Individuale 15 km
| Pos. | Atleta            | Nazione     | Tempo   |
| ---- | ----------------- | ----------- | ------- |
| 1    | Kurtis Wenzel     | Canada      | 44:09,2 |
| 2    | Marius Hol        | Norvegia    | 44:52,0 |
| 3    | Aleksandr Loginov | Russia      | 45:07,2 |
| 4    | Anton Pantov      | Kazakistan  | 45:53,9 |
| 5    | David Komatz      | Austria     | 45:55,1 |
| 6    | Tobias Hermann    | Germania    | 45:56,8 |
| 7    | Matěj Krupčík     | Rep. Ceca   | 46:07,1 |
| 8    | Dmytro Pidručnyj  | Ucraina     | 46:15,6 |
| 9    | Simon Desthieux   | Francia     | 46:34,4 |
| 10   | Aleksej Abromčik  | Bielorussia | 46:35,6 |

21 febbraio

##### Staffetta 4x7,5 km
| Pos. | Nazione    | Atleti                                                                   | Tempo     |
| ---- | ---------- | ------------------------------------------------------------------------ | --------- |
| 1    | Norvegia   | Erling Aalvik Johannes Thingnes Bø Marius Hol Vetle Sjåstad Christiansen | 1:21:50,4 |
| 2    | Rep. Ceca  | Vlastimil Vávra Matěj Krupčík Michal Žák Michal Krčmář                   | 1:23:13,9 |
| 3    | Russia     | Aleksandr Loginov Il'ja Popov Aleksandr Pečenkin Maksim Cvetkov          | 1:23:14,0 |
| 4    | Francia    | Antonin Guigonnat Baptiste Jouty Florent Claude Simon Desthieux          | 1:23:14,1 |
| 5    | Germania   | Roman Rees Steffen Bartscher Tobias Hermann Johannes Kühn                | 1:24:31,2 |
| 6    | Canada     | Macx Davies Jasper MacKenzie Aaron Gillmor Kurtis Wenzel                 | 1:25:16,0 |
| 7    | Austria    | Alexander Jakob Peter Brunner Fabian Hörl David Komatz                   | 1:25:35,0 |
| 8    | Svizzera   | Gaspard Cuenot Jules Cuenot Kevin Russi Pascal Wolf                      | 1:27:01,6 |
| 9    | Ucraina    | Dmytro Pidručnyj Vasylyj Potapenko Ruslan Tkalenko Aleksandr Dachno      | 1:27:39,4 |
| 10   | Kazakistan | Anton Pantov Arman Sultanov Viktor Porfirjanu Vadim Ivanov               | 1:28:11,8 |

23 febbraio

### Donne

#### Categoria "Giovani"

##### Sprint 6 km
| Pos. | Atleta                     | Nazione     | Tempo   |
| ---- | -------------------------- | ----------- | ------- |
| 1    | Hilde Fenne                | Norvegia    | 18:48,3 |
| 2    | Niya Dimitrova             | Bulgaria    | 19:07,9 |
| 3    | Lisa Hauser                | Austria     | 19:41,4 |
| 4    | Galina Višnevskaja         | Kazakistan  | 1:45,8  |
| 5    | Julia Ransom               | Canada      | 19:45,9 |
| 6    | Anastasija Paškova         | Russia      | 19:48,9 |
| 7    | Jessica Jislová            | Rep. Ceca   | 19:54,0 |
| 8    | Dzinara Alimbekava         | Bielorussia | 19:57,5 |
| 9    | Frida Strand Kristoffersen | Norvegia    | 19:59,5 |
| 10   | Grete Gaim                 | Estonia     | 20:01,1 |

24 febbraio

##### Inseguimento 7,5 km
| Pos. | Atleta             | Nazione     | Tempo   |
| ---- | ------------------ | ----------- | ------- |
| 1    | Grete Gaim         | Estonia     | 27:18,1 |
| 2    | Julia Ransom       | Canada      | 27:24,9 |
| 3    | Annika Knoll       | Germania    | 27:35,6 |
| 4    | Jessica Jislová    | Rep. Ceca   | 27:36,8 |
| 5    | Hilde Fenne        | Norvegia    | 28:23,9 |
| 6    | Anna Kostromkina   | Russia      | 28:34,0 |
| 7    | Galina Višnevskaja | Kazakistan  | 28:49,8 |
| 8    | Theresa Jost       | Germania    | 28:51,3 |
| 9    | Julija Briginec    | Ucraina     | 28:51,3 |
| 10   | Dzinara Alimbekava | Bielorussia | 29:01,4 |

26 febbraio

##### Individuale 10 km
| Pos. | Atleta               | Nazione    | Tempo   |
| ---- | -------------------- | ---------- | ------- |
| 1    | Julia Bartolmäs      | Germania   | 40:35,2 |
| 2    | Galina Višnevskaja   | Kazakistan | 40:54,1 |
| 3    | Hilde Fenne          | Norvegia   | 41:05,0 |
| 4    | Ekaterina Muraleeva  | Russia     | 41:06,7 |
| 5    | Anastasija Merkušyna | Ucraina    | 41:11,5 |
| 6    | Kristýna Černá       | Rep. Ceca  | 41.25,9 |
| 7    | Ivona Fialková       | Slovacchia | 41:33,9 |
| 8    | Julia Ransom         | Canada     | 41:38,1 |
| 9    | Grete Gaim           | Estonia    | 41:56,9 |
| 10   | Karolina Batożyńska  | Polonia    | 41:57,2 |

20 febbraio

##### Staffetta 3x6 km
| Pos. | Nazione     | Atleti                                                      | Tempo     |
| ---- | ----------- | ----------------------------------------------------------- | --------- |
| 1    | Ucraina     | Julija Žuravok Julija Briginec Anastasija Merkušyna         | 1:03:53,2 |
| 2    | Svezia      | Linn Persson Hanna Öberg Lotten Sjöden                      | 1:04:51,4 |
| 3    | Austria     | Christina Rieder Julia Reisinger Lisa Hauser                | 1:04:52,6 |
| 4    | Russia      | Anna Kostromkina Evgenija Pavlova Ekaterina Muraleeva       | 1:05:33,1 |
| 5    | Germania    | Luise Kummer Annika Knoll Marie Heinrich                    | 1:05:47,4 |
| 6    | Kazakistan  | Galina Višnevskaja Aleksandra Sasina Anastasija Kondrat'eva | 1:06:31,6 |
| 7    | Francia     | Julie Gleizes Chloé Chevalier Laurane Sauvage               | 1:06:57,7 |
| 8    | Canada      | Rose-Marie Côté Julia Ransom Sarah Beaudry                  | 1:07:32,1 |
| 9    | Bielorussia | Marija Čelačova Dzinara Alimbekava Marija Kolesen'          | 1:07:44,8 |
| 10   | Slovacchia  | Alžbeta Majdišová Petra Chudíková Ivona Fialková            | 1:08:20,6 |

22 febbraio

#### Categoria "Juniores"

##### Sprint 7,5 km
| Pos. | Atleta              | Nazione     | Tempo   |
| ---- | ------------------- | ----------- | ------- |
| 1    | Elena Ankudinova    | Russia      | 22:27,9 |
| 2    | Anaïs Chevalier     | Francia     | 22:35,9 |
| 3    | Margarita Vasil'eva | Russia      | 22:44,1 |
| 4    | Thekla Brun-Lie     | Norvegia    | 22:56,3 |
| 5    | Monika Hojnisz      | Polonia     | 23:00,7 |
| 6    | Nicole Gontier      | Italia      | 23:17,5 |
| 7    | Elena Badanina      | Russia      | 23:18,4 |
| 8    | Chardine Sloof      | Paesi Bassi | 23:19,2 |
| 9    | Elisa Gasparin      | Svizzera    | 23:21,1 |
| 10   | Irene Cadurisch     | Svizzera    | 23:22,8 |

25 febbraio

##### Inseguimento 10 km
| Pos. | Atleta              | Nazione     | Tempo   |
| ---- | ------------------- | ----------- | ------- |
| 1    | Chardine Sloof      | Paesi Bassi | 34:52,3 |
| 2    | Ol'ga Jakušova      | Russia      | 35:24,3 |
| 3    | Iryna Kryŭko        | Bielorussia | 35:35,4 |
| 4    | Monika Hojnisz      | Polonia     | 35:44,5 |
| 5    | Helena Gnädinger    | Germania    | 35:44,6 |
| 6    | Dar'ja Nes'cerčyk   | Bielorussia | 35:48,6 |
| 7    | Iryna Varvynec'     | Ucraina     | 35:49,2 |
| 8    | Margarita Vasil'eva | Russia      | 35:54,7 |
| 9    | Elena Badanina      | Russia      | 35:55,1 |
| 10   | Thekla Brun-Lie     | Norvegia    | 35:57,0 |

26 febbraio

##### Individuale 12,5 km
| Pos. | Atleta          | Nazione     | Tempo   |
| ---- | --------------- | ----------- | ------- |
| 1    | Chardine Sloof  | Paesi Bassi | 43:44,5 |
| 2    | Monika Hojnisz  | Polonia     | 43:51,0 |
| 3    | Elena Badanina  | Russia      | 44:19,2 |
| 4    | Iryna Varvynec' | Ucraina     | 44:49,4 |
| 5    | Ol'ga Jakušova  | Russia      | 45:32,8 |
| 6    | Thekla Brun-Lie | Norvegia    | 45:45,5 |
| 7    | Elisa Gasparin  | Svizzera    | 45:57,0 |
| 8    | Thekla Brun-Lie | Norvegia    | 46:04,3 |
| 9    | Anna Wikström   | Svezia      | 46:05,4 |
| 10   | Franziska Preuß | Germania    | 46:22,8 |

21 febbraio

##### Staffetta 3x6 km
| Pos. | Nazione     | Atleti                                             | Tempo     |
| ---- | ----------- | -------------------------------------------------- | --------- |
| 1    | Norvegia    | Thekla Brun-Lie Hilde Fenne Marion Rønning Huber   | 1:01:37,6 |
| 2    | Italia      | Alexia Runggaldier Giulia Collavo Nicole Gontier   | 1:01:54,2 |
| 3    | Ucraina     | Iryna Varvynec' Alla Gylenko Jana Bondar           | 1:02:01,6 |
| 4    | Russia      | Elena Badanina Viktorija Perminova Ol'ga Jakušova  | 1:02:26,6 |
| 5    | Francia     | Juliette Lazzarotto Coline Varcin Anaïs Chevalier  | 1:02:38,1 |
| 6    | Germania    | Franziska Preuß Julia Bartolmäs Laura Dahlmeier    | 1:03:18,4 |
| 7    | Polonia     | Maria Bukowska Monika Hojnisz Karolina Batożyńska  | 1:03:29,6 |
| 8    | Svizzera    | Irene Cadurisch Elisa Gasparin Ladina Meier-Ruge   | 1:04:50,4 |
| 9    | Bielorussia | Iryna Kryŭko Dar'ja Nes'cerčyk Taccjana Tryfanava  | 1:05:00,3 |
| 10   | Slovacchia  | Nikola Hurajtová Andrea Horčiková Paulína Fialková | 1:06:04,4 |

23 febbraio

## Medagliere per nazioni
| Pos. | Nazione     | Oro | Argento | Bronzo | Totale |
| ---- | ----------- | --- | ------- | ------ | ------ |
| 1    | Norvegia    | 5   | 2       | 1      | 8      |
| 2    | Russia      | 3   | 1       | 5      | 9      |
| 3    | Francia     | 2   | 2       | 1      | 5      |
| 4    | Paesi Bassi | 2   | 0       | 0      | 2      |
| 5    | Germania    | 1   | 1       | 2      | 4      |
| 6    | Canada      | 1   | 1       | 0      | 2      |
| 7    | Ucraina     | 1   | 0       | 3      | 4      |
| 8    | Estonia     | 1   | 0       | 0      | 1      |
| 9    | Bielorussia | 0   | 2       | 2      | 4      |
| 10   | Svezia      | 0   | 2       | 0      | 2      |
| 11   | Bulgaria    | 0   | 1       | 0      | 1      |
| 11   | Rep. Ceca   | 0   | 1       | 0      | 1      |
| 11   | Italia      | 0   | 1       | 0      | 1      |
| 11   | Kazakistan  | 0   | 1       | 0      | 1      |
| 11   | Polonia     | 0   | 1       | 0      | 1      |
| 16   | Austria     | 0   | 0       | 2      | 2      |